# 挚 (中国君王)
挚（？—？），中國上古傳說的君王，帝嚳次妃常宜的兒子，嚳的長子。虽然其母在兄弟们的生母中地位最低，但因是长子，受嚳之禪而繼皇位，九年後禪讓給弟弟尧。他出生地是在清化（今河南省焦作市博爱县城东）。

## 相關
- 帝挚少昊氏

| 前任： 父嚳 | 中国中原地区君主 | 繼任： 弟尧 |